# مانويل أوريليو كروز
مانويل أوريليو كروز (بالإنجليزية: Manuel Aurelio Cruz) هو كاهن كاثوليكي أمريكي، ولد في 2 ديسمبر 1953 في هافانا في كوبا.